# BEX2
BEX2 (англ. Brain expressed X-linked 2) – білок, який кодується однойменним геном, розташованим у людей на X-хромосомі. Довжина поліпептидного ланцюга білка становить 128 амінокислот, а молекулярна маса — 15 321.
| 10         |  | 20         |  | 30         |  | 40         |  | 50         |
| ---------- |  | ---------- |  | ---------- |  | ---------- |  | ---------- |
| MESKEERALN |  | NLIVENVNQE |  | NDEKDEKEQV |  | ANKGEPLALP |  | LNVSEYCVPR |
| GNRRRFRVRQ |  | PILQYRWDIM |  | HRLGEPQARM |  | REENMERIGE |  | EVRQLMEKLR |
| EKQLSHSLRA |  | VSTDPPHHDH |  | HDEFCLMP   |  |            |  |            |

A: Аланін

C: Цистеїн

D: Аспарагінова кислота

E: Глутамінова кислота

F: Фенілаланін

G: Гліцин

H: Гістидин

I: Ізолейцин

K: Лізин

L: Лейцин

M: Метіонін

N: Аспарагін

P: Пролін

Q: Глутамін

R: Аргінін

S: Серин

T: Треонін

V: Валін

W: Триптофан

Задіяний у таких біологічних процесах, як апоптоз, клітинний цикл, альтернативний сплайсинг. 
Локалізований у цитоплазмі, ядрі.